# Scaura longula
Scaura longula är en biart som först beskrevs av Amédée Louis Michel Lepeletier 1836.  Scaura longula ingår i släktet Scaura och familjen långtungebin. Inga underarter finns listade i Catalogue of Life.